# Světová asociace skautek
Světová asociace skautek (anglicky World Association of Girl Guides and Girl Scouts, WAGGGS /wæɡz/) je celosvětové společenství, které sdružuje a podporuje organizace dívčího skautingu ve 145 zemích světa s celkem asi 10 miliony členů.
Bylo založeno v roce 1928 Robertem Baden-Powellem a má své sídlo v Londýně v Anglii. Jedná se o protějšek Světové organizace skautského hnutí (WOSM). Členskými organizacemi WAGGGS jsou národní skautské organizace jak čistě dívčí (kterých je menšina), tak také pro chlapce a dívky, jako je i český Junák. WAGGGS je rozdělena do pěti oblastí a provozuje čtyři mezinárodní centra. Je plným členem Evropského fóra mládeže (YFJ), které působí v oblasti Rady Evropy a Evropské unie a úzce spolupracuje s oběma těmito organizacemi. Delegáti členských organizací se scházejí každé tři roky na světových konferencích.

## Historie
Dívčí odnož skautingu založil v roce 1910 Robert Baden-Powell s pomocí své sestry Agnes Baden-Powell. Klíčovou roli ve vývoji organizace však sehrála jeho žena, Olave Baden-Powell, která se ujala vedení dívčího skautingu po jejich svatbě v roce 1912. Dívčí skautské hnutí se rychle šířilo, postupně byly zakládány jednotlivé národní organizace a proto sílila potřeba mezinárodní spolupráce. Nejprve Olave Baden-Powell založila v únoru roku 1918 v Londýně neformální Mezinárodní radu. Na čtvrté Světové konferenci pořádané v táboře Edith Macy v roce 1926 navrhli zástupci mnoha zemí vytvoření Světové organizace, která by Mezinárodní radu nahradila. K založení oficiální Světové asociace skautek tedy došlo v roce 1928 na Páté mezinárodní konferenci konané v obci Parád blízko Salgótarjánu v Maďarsku.

## Symbolika Světového trojlístku
Znak WAGGGS, který navrhla Norka Kari Aasová, byl přijat na Světové konferenci v roce 1930.
Tři lístky představují tři body slibu, dvě pěticípé hvězdy symbolizují slib a zákon a čárka uprostřed značí střelku kompasu, která vždy ukazuje správnou cestu. Základ trojlístku znázorňuje plamen lásky k lidstvu a modrá a zlatá barva symbolizují slunce svítící nad všemi dětmi světa.

## Organizace
Světová asociace skautek se skládá z jednotlivých členských organizací, které fungují samostatně, ale dodržují Organizační řád WAGGGS. Členské organizace jsou rozděleny do pěti regionů. Společně volí Světovou radu (dříve Světový výbor), která hnutí řídí. Patří do ní sedmnáct aktivních dobrovolníků z celého světa; pět členů tvoří vůdci pěti regionů, zbylí členové jsou voleni všemi členskými zeměmi. Do Světové rady patří navíc i stálí zaměstnanci světové kanceláře sídlící v Londýně vedené Náčelnicí WAGGGS. Na Světové konferenci, která je pořádána každé tři roky, zástupci členských organizací diskutují a schvalují další činnost.
Každá členská organizace si sama určuje jak propagovat cíle sdružení v rámci místní kultury a potřeb místních dětí a mládeže. V některých případech se tak jedná čistě o výchovu dívek s cílem překonávat stereotypy a pomoci dívkám získat sebevědomí a zaujmout své místo ve společnosti. Jiné členské organizace preferují práci s koedukovanými oddíly a umožňují tak mladým dívkám a chlapcům v rámci oddílů a družin rovnocenné partnerství. Některé organizace také volí střední cestu a pracují jak s koedukovanými tak s oddělenými oddíly v závislosti na věku a preferencích členů.

## Světové regiony

Světové regiony WAGGGS

Světové sdružení skautek je rozděleno do pěti regionů:
- Evropský region
- Arabský region
- Africký region
- Asijsko-Pacifický region
- Západní polokoule

Rozdělení regionů neodpovídá regionům Světové organizace skautského hnutí, ve které figuruje Euroasijský region. Země bývalého Sovětského svazu jsou ve Světovém sdružení skautek rozděleny mezi Evropský a Asijsko-Pacifický region.

## Světová centra
WAGGGS provozuje čtyři Světová centra, která poskytují vzdělávací programy, aktivity a ubytování pro skautky a jejich vedoucí, ale i členy podobných organizací a nezávislé cestovatele. Aktivity se zaměřují především na mezinárodní přátelství a spolupráci, osobní rozvoj a vůdcovské kurzy, radost a službu. Organizace Přátelé čtyř světových center tato centra podporuje a propaguje je.
Světová centra:
- Our Chalet (Naše chata), ve městě Adelboden, Švýcarsko; otevřeno v roce 1932.
- Pax Lodge, ve městě Hampstead, Londýn, Anglie; současné místo otevřeno v roce 1990. Jedná se již o třetí londýnské Světové centrum. První bylo otevřeno v roce 1937 a neslo název Our Ark (Naše archa) a při příležitosti 25. výročí otevření bylo přejmenováno na Dům Olave (Olave House).
- Our Cabaña (Naše chalupa), ve městě Cuernavaca, Mexiko; otevřeno v roce 1957.
- Sangam, ve městě Puné, Maháráštra, Indie; otevřeno v roce 1966.